# Danny Tamberelli
Daniel Paul Tamberelli (Wyckoff, Nueva Jersey; 8 de febrero de 1982) es un actor y músico estadounidense. Interpretó a Little Pete en Las aventuras de Pete y Pete desde 1989 hasta 1996, a Arnold Perlstein en The Magic School Bus, fue parte del reparto de All That desde la temporada 4 hasta la 6, fue un panelista de juegos en Figure It Out y le dio voz a Jimmy De Santa en Grand Theft Auto V.

## Vida personal
Tamberelli fue criado en Maywood, Nueva Jersey. Más tarde se mudó a Wyckoff, donde asistió a Ramapo High School, y se graduó en 2000. Es de ascendencia italiana e irlandesa. Tamberelli se graduó de Hampshire College, donde obtuvo una licenciatura en Artes Interdisciplinarias centrada en la actuación musical y la gestión de reservas.
Se casó con la autora Katelyn Detweiler a inicios de 2018. Su primer hijo nació el 14 de junio de 2019.

## Carrera
Tamberelli actuó por primera vez para un comercial de Huggies, según una entrevista concedida en 1994. Su primer papel habitual en televisión, a los 4 años, fue el de Sean Novak en la telenovela de ABC Ryan's Hope. Apareció originalmente desde 1986 hasta 1987, cuando su personaje, junto con sus padres, fueron eliminados del programa. Sin embargo, volvió al papel en el otoño de 1988, cuando la familia Novak fue traída de vuelta para cerrar sus historias para el final de la telenovela en enero de 1989.
Posteriormente, Tamberelli interpretó a Jackie Rodowsky en la serie de televisión The Baby-sitters Club. Fue alrededor de esta época que fue elegido como Little Pete Wrigley en Las aventuras de Pete y Pete, que comenzó como una serie de cortos de 60 segundos en Nickelodeon en 1989. Después de pasar a un lote de especiales, Pete y Pete se convirtió en un programa regular de media hora en 1992 y le dio a Tamberelli más reconocimiento. Durante las grabaciones conoció al cantante de rock Iggy Pop y al líder de la banda Miracle Legion, Mark Mulcahy, quienes lo inspiraron a convertirse en músico también. Iggy le enseñó a tocar en bajo la canción «T.V. Eye» (del álbum de The Stooges Fun House) durante descansos, cuando Tamberelli tenía 11 años. Alrededor de ese tiempo también le dio voz al personaje de Arnold en la serie animada The Magic School Bus, además de aparecer en las películas Igby Goes Down y The Mighty Ducks. Desde 1997 actuó en el programa de sketches All That hasta la temporada 6, y fue un panelista en Figure It Out, ambos de Nickelodeon. También participó en el episodio de Space Cases «All You Can Eaty». En 2013 le dio voz al personaje Jimmy De Santa en el videojuego Grand Theft Auto V.
Tamberelli es el bajista y vocalista de la banda de rock Jounce, que fue formada en el norte de Nueva Jersey. Esta empezó como un cuarteto de jazz-funk a inicios de los años 2000, pero su sonido evolucionaría hacia el «post-punk inspirado en música de los noventa». Lanzaron un álbum debut homónimo el 18 de julio de 2006, seguido de su segundo esfuerzo, These Things, el 31 de marzo de 2009. El Extended play titulado Meet Me in the Middle fue lanzado digitalmente el 4 de abril de 2011.[cita requerida] Para 2016, los únicos miembros que permanecían de la formación original eran Tamberelli y su amigo de la infancia y guitarrista Matt DeSteno. También fue el bajista del banda de folk-pop Every Good Boy.
En 2013, comenzó un podcast con su coprotagonista de Las aventuras de Pete y Pete Michael C. Maronna. También es un miembro fundador del grupo de sketches Manboobs, junto a Jeremy Balon.